# Станція Андерсон-Меса
Станція Андерсон-Меса — спостережна станція обсерваторії Ловелла, заснована 1959 року в Коконіно, біля Флегстаффа, Аризона, США. Обсерваторія була заснована спільними зусиллями Військово-морської обсерваторії США й Обсерваторії Ловелла.

## Історія спостережної станції
Спостережна станція була заснована 1959 року. На початку XXI століття в обсерваторії реалізовувався проєкт LONEOS.

## Інструменти станції
- Телескоп Perkins — 1,8-м кассегрен — належить Бостонському університету, 1961 року телескоп перевезено з обсерваторії Перкінс[en]
- John S. Hall — 1,1-м Річі — Кретьєна
- 79-см рефлектор — спочатку застосовувався Геологічною службою США для побудови карт Місяця, а потім переобладнаний для використання студентами та громадськістю
- 60-см Камера Шмідта LONEOS — застосовувалась для пошуку астероїдів і комет, що зближуються з Землею
- NPOI[en] — оптичний інтерферометр; проєкт спільно ведуть 3 організації: Обсерваторія Ловелла, Військово-морська обсерваторія США та Військово-морська дослідна лабораторія США.

## Напрями досліджень
- Відкриття астероїдів
- Інтерферометричні спостереження в оптичному діапазоні
- Дослідження астероїдів і комет

## Основні досягнення
- Відкриття 702 нових нумерованих астероїдів з 1973 по 2007 роки[1]